# 米克爾·杜埃倫德
米克爾·杜埃倫德（丹麥語：Mikkel Duelund，1997年6月29日—）是丹麥的一位足球運動員。他現在效力於烏超球隊基輔迪納摩，在場上的位置是中場。他是韋恩·魯尼的狂熱球迷。他也代表丹麥U21國家隊參賽並參加了2017年歐洲U21足球錦標賽。

## 榮譽

### 俱樂部
米迪蘭特
- 丹麥足球超級聯賽冠軍：2015、2018年

 基輔迪納摩
- 烏克蘭盃冠軍：2019–20賽季

## 外部連結
- Soccerway資料庫：米克爾·杜埃倫德